# Giovanni I di Merlau
Giovanni I di Merlau (Mücke, 1360 – Fulda, 6 gennaio 1440) è stato un abate tedesco, dal 1395 al 1440 principe-abate di Fulda.

## Biografia
Proveniente da una famiglia della nobiltà dell'Alta Assia (forse originaria del luogo di Merlau, attuale città di Mücke, nel distretto del Vogelsberg), divenne membro del capitolo di Fulda dal 1383. Tra il 1390 ed il 1391 fu rettore del monastero di Neuenberg (Andreasberg), a ovest di Fulda. Nel 1391 divenne prevosto del monastero di Holzkirchen, in Franconia, dove rimase sino alla sua nomina abbaziale nel 1395, rettificata da papa Bonifacio IX il 23 giugno 1395. Tornato a Fulda, fu il primo abate a giurare sui cosiddetti "vecchi statuti" dell'abbazia il 1º settembre del 1395, una sorta di costituzione dell'abbazia territoriale.
Sotto il governo dei suoi predecessori, l'abbazia aveva riscontrato notevoli difficoltà finanziarie a causa delle numerose e gravi faide tra cavalieri della zona e soprattutto con i langravi d'Assia, al punto che quando Giovanni si insediò all'abbazia questa era già gravata da un debito di 300.000 fiorini. Un grande incendio scoppiato nel complesso nel 1398, inoltre, fece aumentare il debito di altri 80.000 fiorini. A ciò si aggiunsero i costi di nuovi feudi e contese con i membri del cavalierato della città di Fulda e con i vicini signori laici e spirituali, come il vescovo Giovanni II di Würzburg.
In questa situazione, Giovanni venne costretto nel 1419 a cedere il controllo del capitolo della collegiata di Fulda al nuovo arcivescovo di Magonza, Konrad von Dhaun, il quale ne prese il controllo anche negli affari secolari. Questo portò rapidamente all'acuirsi dei già presenti contrasti: l'abate Giovanni continuò a far valere i propri diritti, ma venne attaccato da Hermann von Buchenau nel castello di Neustadt nel 1420 ed esiliato al villaggio di Ottershausen. L'abate a questo punto decise di chiamare in causa direttamente Konrad II di Magonza e il vescovo di Würzburg Giovanni II per chiedere il loro aiuto nel dirimere la questione, ma i due preferirono semplicemente ignorare le sue dichiarazioni e nominare invece Eberhard von Buchenau, un parente del coadiutore, come rappresentante ufficiale del vescovo presso l'abbazia, esautorando de facto l'abate in carica dai suoi compiti. Giovanni, figura sempre più scomoda, venne infine cacciato dall'abbazia di Fulda da Hermann von Buchenau nel 1425 e si portò in esilio presso la corte del langravio Ludovico I d'Assia.
Con l'aiuto di quest'ultimo, Giovanni riuscì a tornare a Fulda come abate nel 1427. L'arcivescovo Konrad di Magonza, dopo la guerra magontino-assiana che scoppiò in quell'anno e che lo vide sconfitto, venne costretto infine, su pressione della popolazione e del comune di Fulda, a rifiutare la propria idea di spadroneggiare sull'abbazia, reintegrando l'abate Giovanni. Nel corso del trattato di pace concluso a Francoforte nel dicembre 1427, Giovanni promise per riconoscenza al langravio Ludovico due terzi del feudo di Geisa e di quello di Rockenstuhl con tutti i vantaggi, interessi e concessioni per un totale di 16.000 fiorini, escludendone ad ogni modo l'infeudazione completa.
Dal punto di vista ecclesiastico e di politica interna, Giovanni permise dal 1396 la costruzione del castello di Ebersburg, distrutto nel 1270 per ordine dell'abate Bertho II von Leibolz dopo che era stato conquistato da un gruppo di briganti; tuttavia, l'abate Giovanni costrinse i nobili locali a prestare giuramento all'abbazia e proibì categoricamente di cedere il castello a terzi dietro pagamento o gratuitamente, negandone ovviamente la vendita. A partire dal 1420, concesse che tutti i conventi del territorio di Fulda disponessero di un loro prevosto per gestire meglio i loro affari secolari. Fece costruire l'ospedale di Sant'Elisabetta alle porte della città di Geisa.
Giovanni rimase in carica come abate di Fulda sino alla sua morte nel 1440. Il suo successore divenne il suo ex avversario, Hermann von Buchenau.